# Brachymeria deesae
Brachymeria deesae är en stekelart som först beskrevs av Cameron 1906.  Brachymeria deesae ingår i släktet Brachymeria och familjen bredlårsteklar. Inga underarter finns listade.